# Inácio José de Alvarenga Peixoto
Inácio José de Alvarenga Peixoto (Río de Janeiro, 1742 - Ambaca, 27 de agosto de 1792) fue un poeta y escritor brasileño del siglo XVIII. Se cree que estudió con los jesuitas en Braga (Portugal). Recibió su título de abogado en la Universidad de Coímbra (1768)
Participó en Arcádia Mineira, firmando con los pseudónimos de Alceu y de Eureste Fenício. Fue juez en Cintra. 
Participó en el movimiento nacionalista Inconfidência Mineira, actuaciones que le valieron una pena de muerte que finalmente fue conmutada por una pena de cadena perpetua, desterrado en una prisión de Angola, donde acabó falleciendo.

## Obras
- A Dona Bárbara Heliodora (poesía).
- A Maria Ifigênia (poesía).
- Canto Genetlíaco (poesía, 1793).
- Estela e Nize (poesía).
- Eu Não Lastimo o Próximo Perigo (poesía).
- Eu Vi a Linda Jônia (poesía).
- Sonho Poético (poesía).